# Джезказганское месторождение
Джезказганское месторождение (Большой Джезказган, каз. Жезқазған, англ. Dzhezkazgan (Jezkazgan)) — крупное месторождение медной руды (медистые песчаники) в Центральном Казахстане (Улытауская область) в бассейне реки Сарысу, Разрабатывается с 1940 года, рядом был построен город, предприятия и шахты Жезказгана.
С месторождением связаны:
- Джезказганский меднорудный район (Центральная, Северная и Южная части)
- Джезказганское рудоуправление

Входит в Атбасар-Джезказган-Шуский медный пояс.

## История
Рудник начал разрабатываться с неолита у Джезказган-Улутауского горного хребта.
Крупнейшее степное месторождение в бронзовый век.

### В Российской империи
Описан в 1771 году экспедицией Н. П. Рычкова.
В 1846 году екатеринбургский купец и горнопромышленник Н. А. Ушаков получил «дозволительное свидетельство» Главного Начальника Алтайских заводов на право разыскания и разработки золотоносных россыпей и разных руд и металлов по Западной Сибири и в Киргизских округах. В 1847 году открыл медный рудник в урочище Джезказган.
С 1909 года месторождение Карсакпай было в концессии (на 30 лет) у акционерных компаний из Англии и Франции для разработки месторождения и строительства медеплавильного завода (до 1914).

### В СССР
Национализировано, разрабатывалось открытым и подземным способами.
Геологический комитет провёл геологоразведку и составил геологические карты под руководством И. С. Яговкина.
C 1925 года месторождением управлял Атбасарский трест цветных металлов, в 1928 году был открыт комбинат по производству черновой меди.
С начала 1930-х годов геолого-разведочные работы по оконтуриванию месторождения велись на Казахстанской базе АН СССР под руководством К. И. Сатпаева. Район добычи стал называться «Большой Джезказган» (Джезказганский меднорудный район).
10 февраля 1938 года приказом № 50 по Народному комиссариату тяжёлой промышленности СССР началось проектированию нового месторождения и завода. Комбинат и первые 5 шахт и карьеров начали
работу в 1943 году, окончательно строительство завершилось в 1958 году.
В годы сталинских репрессий месторождение обслуживала система ГУЛАГ, управление которого располагалось в посёлке Кенгир с лагерями:
- Степлаг (Степной лагерь заключённых)
- Особлаг № 4 (Особый лагерь для политических заключенных)
- Джезказганлаг (Исправительно-трудовой лагерь).

Первая промышленная медь из руд Джезказганского месторождения выплавлена на соседнем Карсакпайском комбинате.
16 апреля 1940 года был издан приказ НКВД СССР «О приёмке строительства Джезказганского медеплавильного комбината в число строек и предприятий НКВД».
В 1958 году был образован Джезказганский горно-металлургический комбинат, объединивший все предприятия цветной металлургии Джезказганского региона.
Далее были открыты:
- 1960 — Северо-Джезказганский рудник
- 1963 — Вторая Джезказганская обогатительная фабрика
- 1964 — шахта № 55 Восточно-Джезказганского рудника
- 1965 — Южно-Джезказганский рудник
- 1966 — Джезказганский шахтопроходческий трест по строительству подземных рудников
- 1967 — шахты № 57 Восточно-Джезказганского рудника
- 1971 — производство катодной меди Джезказганского медеплавильного завода
- 1973 — карьер Саяк-3
- 1980 — разведочно-эксплуатационный участка Борлы разреза Куу-Чекинский, угольный разрез «Молодежный».
- 1985 — Джезказганская обогатительная фабрика № 3

### В Казахстане
В 1994 году был открыт завод по производству медной катанки «КАЗКАТ».
С 2005 года месторождение управляется международным холдингом Казахмыс.

## Геология
Основные запасы медных руд сосредоточены в залежах первичных сульфидных руд на глубине 300-350 метров.
Вторичные (окисленные и смешанные) руды имеют второстепенное значение, хотя запасы их значительны. Мощность рудных тел от 1,5 до 30 м.
Основные рудные минералы: халькозин, борнит, галенит, сфалерит.
Руды кроме меди содержат свинец, цинк, молибден, серебро.
На месторождении открыт новый минерал — джезказганит.